# Avanzate Idee Meccaniche
Avanzate Idee Meccaniche (in originale Advanced Idea Mechanics, A.I.M.) è un immaginario gruppo di personaggi che compare nei fumetti pubblicati negli Stati Uniti d'America dalla Marvel Comics, creato da Stan Lee (testi), Jack Kirby e Don Heck (disegni). Esordì nelle serie Tales of Suspense (n. 79, luglio 1966) e Strange Tales (n. 146, luglio 1966) ed è un'organizzazione criminale strutturata come un'azienda operante in parte sotto la copertura di una serie di industrie e laboratori di ricerca. Nel corso della sua storia, l'organizzazione si è scontrata con numerosi supereroi, quali Capitan America, Iron Man, Ant-Man e i Vendicatori.

## Caratterizzazione
I soldati/ricercatori di basso livello che ne infoltiscono i ranghi sono in genere indistinguibili l'uno dall'altro per via delle stesse tute integrali gialle che indossano simili a quelle usate dagli apicoltori per proteggersi e sovente messo in burla dagli avversari. Vengono non di rado usati dai propri superiori come forza di interposizione o risorsa sacrificabile. Fra i prodotti delle ricerche dell'AIM vi sono l'umanoide noto con la sigla MODOK, il robot Walking Stiletto, usato fra l'altro nel tentativo di uccidere Sharon Carter.
È stato creato su Marte anche un altro gruppo da 4 scienziati che si volevano rendere indipendenti: l'A.I.M.M. Avanzate Idee Meccaniche Marziane. I componenti hanno le stesse tute di quelli dell'A.I.M. solo che di colore rosso ed operarono su Marte fin quando furono braccati e sterminati da Wolverine.

## Altri media

### Film
Nel film del 2013 Iron Man 3 l'azienda A.I.M. viene creata da Aldrich Killian, uno scienziato vecchio conoscente di Pepper che aveva sottoposto un progetto a Tony Stark molto prima che questi diventasse Iron Man, al fine di sviluppare il siero Extremis, un potente modificatore genetico che permette di fortificare il DNA umano, ricostruire arti e trasformare qualsiasi individuo in soldato.

### Videogiochi
Uno degli agenti di A.I.M. è giocabile in Marvel Super Hero Squad, LEGO Marvel Super Heroes e LEGO Marvel's Avengers, e inoltre A.I.M. c'è anche sul videogioco Marvel's Avengers.